# Ugo Rangoni (condottiero)

Stemma dei Rangoni al tempo di Ugo.

Ugo Rangoni (... – 1470 circa) è stato un condottiero italiano.

## Biografia

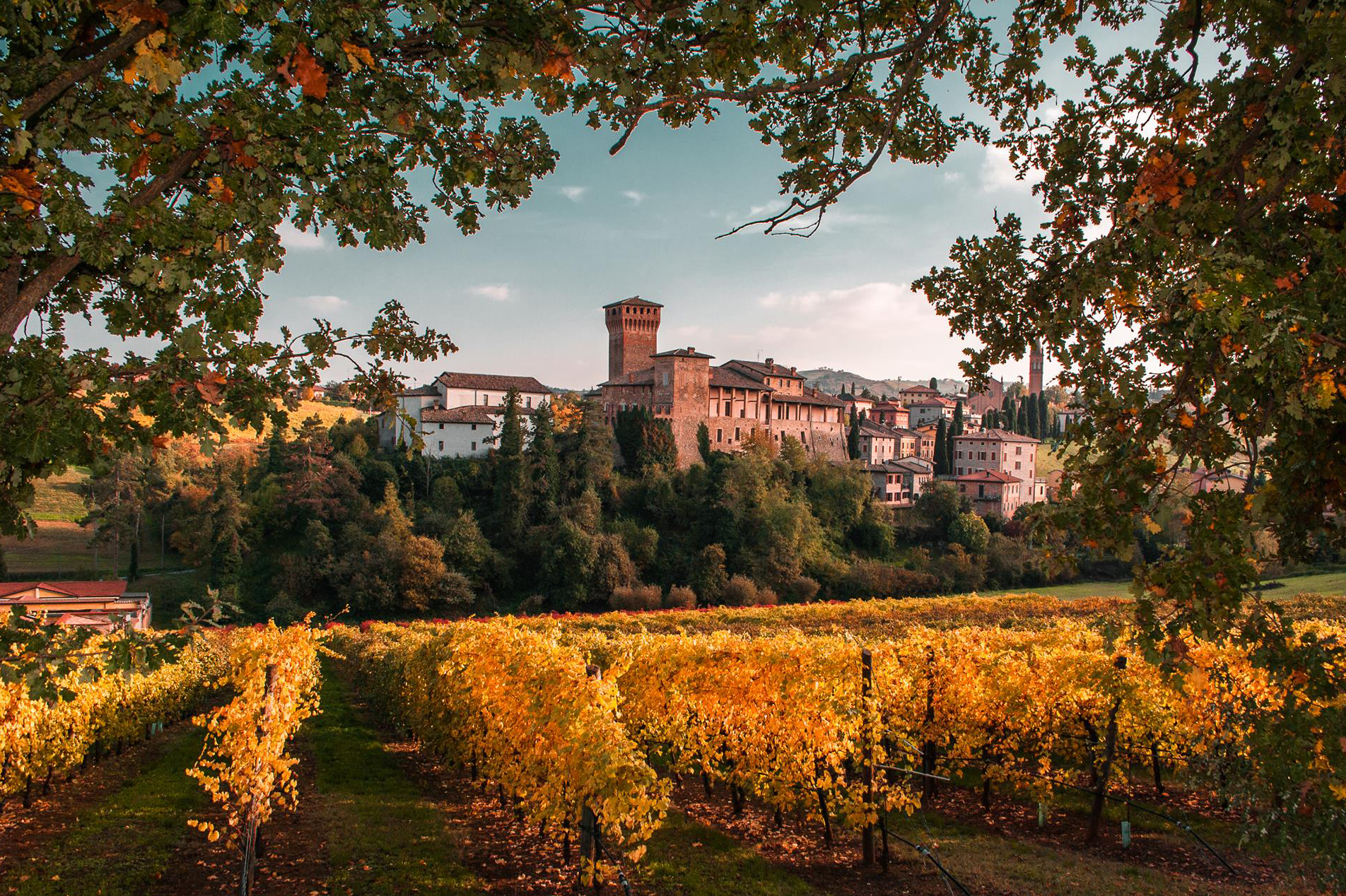
Castello di Levizzano Rangone

Era figlio di Gherardo Rangoni (?-1447) e di Beatrice Boiardo figlia di Salvatico Boiardo signore di Rubiera.
Venne chiamato dalla sorella Caterina dopo la morte del marito Antonio Ordelaffi, signore di Forlì a causa della giovane età dei figli Francesco IV e Pino III Ordelaffi, in aiuto nella reggenza della città, dal 1449 al 1454. In questa data vi fu una sollevazione popolare ordita per cacciarlo da Forlì, ma Caterina la sventò. I due nipoti crebbero però senza che lo zio li informasse degli affari dello stato. Tanto che venne estromesso e costretto a lasciare Forlì. Il marchese di Ferrara Borso d'Este investì Ugo Rangoni dei feudi di Castelvetro e Levizzano. Morì nel 1470 e venne sepolto nel convento di Spilamberto.

## Discendenza
Ugo sposò Violante Martinengo di Brescia, figlia di Antonio, ed ebbero cinque figli:
- Bernardina;
- Emilia;
- Gherardo (?-1522), condottiero al servizio degli Estensi e dello Stato Pontificio;
- Ginevra;
- Nostra (1465-?).